# Мощанець
Мощанець (пол. Moszczaniec) — лемківське село в Польщі, ґміна Яслиська Сяноцького повіту Підкарпатського воєводства.
Розташоване в південно-східній частині Польщі, у східній частині Низьких Бескидів в пасмі Довгої Кичери, у долині потока Мощанець, недалеко кордону з Словаччиною. Знаходиться на автошляху Но. 897 між Команчею та Яслиськами з продовженням до Тиляви.
Населення становить приблизно 250 осіб.

## Інфраструктура
В селі є лісництво, в'язниця, церква та автобусна зупинка.

## Історія
Уперше згадується у 1526 році, коли було засновано на основі волоського права. Було прикордонним селом королівських маєтків в гірському районі джерел Висліка та Ослави. Далі на захід належали землі перемиським архієпископам. Пам'ять місцевих лемків про поділ земель на тзв. «королівщину» та «бискупщину» залишилась аж до часів виселення. Можна припустити, що й звідти назва частини лемків, тзв, «королівці».
До 1772 р. село входило до Сяніцької землі Руського воєводства, з 1783 року — до Сяноцького округу Королівства Галичини та Володимирії Австро-Угорщини.
За податковим реєстром 1565 р. в селі були 17 кметів на 13 ланах з численними податками й повинностями, 8 селян зі звільненням від повинностей ще на 3 роки та 5 поселенців зі звільненням від повинностей на 15 років, руський священик (отже, вже була церква).
В 1880 р. налічувалось 433 жителі (виключно українці-грекокатолики).
До 1945 р. в селі була дочірня греко-католицька церква парохії Суровиця Риманівського деканату, до якої належала також церква в Дарові. Метричні книги велися з 1718 р.
В 1939 р. в селі було переважно лемківське населення: з 590 жителів села — 570 українців, 15 поляків і 5 євреїв. В 30-их рр. 20 століття це було відносно велике село, нараховувало 76 господарств. Після другої світової війни місцевих мешканців виселено до СРСР в район Тернополя. Зараз тут знаходиться виправно-трудовий заклад (в'язниця).

## Пам'ятки культури
Римо—католицький костел на місці старої церкви, поблизу є два старі цвинтарі.